# William Gilbert Grace
William Gilbert Grace (18. července 1848, Downend, hrabství Bristol - 23. října 1915, Mottingham, Kent) byl anglický lékař a hráč kriketu, všeobecně považovaný za nejlepšího anglického hráče kriketu 19. století. Měl velkou zásluhu na obrovském nárůstu popularity tohoto sportu u anglické veřejnosti a vyvinul celou řadu nových technik hry, z nichž některé se v kriketu používají dodnes. Zejména změnil způsob pálkování. Poslední zápas absolvoval ve svých 66 letech. I jeho bratr Edward Mills (1841–1911) byl známým hráčem kriketu.